# Gnidia decaryana
Gnidia decaryana är en tibastväxtart som beskrevs av Jacques Désiré Leandri. Gnidia decaryana ingår i släktet Gnidia och familjen tibastväxter. Inga underarter finns listade i Catalogue of Life.